# AS Sotra
 (décembre 2023).
Si vous disposez d'ouvrages ou d'articles de référence ou si vous connaissez des sites web de qualité traitant du thème abordé ici, merci de compléter l'article en donnant les références utiles à sa vérifiabilité et en les liant à la section « Notes et références ».
L'AS Sotra est un club de football de Côte d'Ivoire dépendant de la société SOTRA. En 2008, il évolue en Division corporative.

## Palmarès
- Coupe de Côte d'Ivoire
  - Finaliste : 1989